# South Haven (Indiana)
South Haven è un census-designated place (CDP) degli Stati Uniti d'America, situato nello stato dell'Indiana, nella contea di Porter.